# 8 Songs About a Girl
8 Songs About a Girl è l'album di debutto del gruppo rock statunitense Deep Dark Robot.
Tutti i testi sono stati scritti da Linda Perry, la quale ha collaborato con Tony Tornay per l'impianto musicale.

## Tracce
Testi e musiche di Linda Perry.
1. I'm Coming For You! – 4:14
2. No One Wakes Me Up Like You – 5:10
3. Can't Getcha Out Of My Mind – 4:23
4. You Mean Nothing To Me – 4:36
5. It Fucking Hurts – 4:11
6. Won't You Be My Girl? – 3:16
7. Speck – 6:03
8. Fuck You, Stupid Bitch – 3:38

## Formazione
- Linda Perry – voce, chitarre, basso, tastiere
- Tony Tornay – batteria, percussioni